# 홍선기
홍선기(洪善基, 1936년 10월 3일~ 2025년 2월 25일)는 대한민국의 제6,7대(민선 1,2기) 대전광역시장이다. 본관은 남양(南陽).

## 학력
- 진잠국민학교 졸업
- 한밭중학교 졸업
- 대전고등학교 졸업
- 중앙대학교 경제학과 학사
- 연세대학교 행정대학원 행정학 석사
- 연세대학교 대학원 행정학 석사

## 경력
- 자유민주연합 부총재
- 1990년 12월 28일 ~ 1992년 4월 20일 제2대 대전직할시장
- 1992년 9월 18일 ~ 1993년 3월 3일 제27대 충청남도지사
- 1995년 7월 1일 ~ 2002년 6월 30일 민선1·2기 제6·7대 대전광역시장
- 대한민국육군협회 자문위원

## 역대 선거 결과
|  | 63.76% |

|  | 73.68% |

|  | 40.20% |

## 같이 보기
- 아산시장
- 충청남도지사
- 대전광역시장